# 大阪経済大学
大阪経済大学（おおさかけいざいだいがく、英語: Osaka University of Economics）は、大阪府大阪市東淀川区大隅2-2-8に本部を置く日本の私立大学。1932年創立、1949年大学設置。大学の略称は大経（だいけい）、大経大（だいけいだい）、経大（けいだい）、大阪経大（おおさかけいだい）、OUE（オーユーイー）など。

## 概観

### 大学全体
社会科学・人文科学系の5学部6学科4研究科を有する私立大学である。
1932年徳永四郎（学校法人浪商学園創立者）により浪華高等商業学校（財団法人浪華高等商業学校）設立。 1935年同校が学校騒動などの影響により廃校の危機に陥り、同年9月有田邦敬（京阪電気鉄道副社長のち社長）・黒正巌（京都帝国大学教授）らが、文部省・大阪府、市・大阪の教育界、財界の支援と本庄栄治郎（京都帝国大学教授）・菅野和太郎（大阪商科大学教授）らの協力の下、新たに財団法人昭和学園を設立し浪華高商を継承、学校名を昭和高等商業学校に改め新発足を果たした。戦時下の1944年には昭和高商の生徒募集が停止され別途大阪女子経済専門学校が設置されている。大阪経済専門学校（旧制専門学校）を経て戦後の学制改革により1949年に大阪経済大学（新制大学）に移行し経済学部経済学科が設置された。当学は1932年を創立年とし2022年に90周年を迎えている。
1964年経営学部、1997年経営情報学部（2012年改組され情報社会学部）を増設。2000年代に入り2002年人間科学部、2024年に国際共創学部が新設されて5学部体制となっている。全国的に減少した大学での夜間教育にも注力しており、経営学部第2部経営学科での履修が可能である（学費に関しては国公立大学の昼間部より安く設定されている）。尚、昼間部の4年間の学費も関西の私立大学の中では安価に設定している。入学に関して附属高校が設置されていないため内部進学0、指定校推薦枠が少ない点が特徴である。
2003年には無借金経営であることなどが評価され、関西の学校法人としては初めて株式会社格付投資情報センター（R&I）から21段階中上位5番目にあたる「A+（Aプラス）」の財務格付けを取得している（この格付けは大学経営の安定性・健全性・教育の質が良好であることを示す）。
2014年から佐藤武司（日本ジッコウ会長、元同窓会長）、次いで藤本二郎（ホーチキ元社長）の卒業生が2代、理事長職を務めた後2023年7月に、山澤倶和（阪神高速道路シニアアドバイザー）を理事長に迎えている。卒業生に限らず実業界から招聘している。学長は山本俊一郎。
Osaka Metro今里筋線瑞光四丁目駅から徒歩約5分、阪急京都線上新庄駅からは徒歩約20分に位置し、4年制大学としては数少ない大阪市内に主要キャンパスを有する都市型大学である。

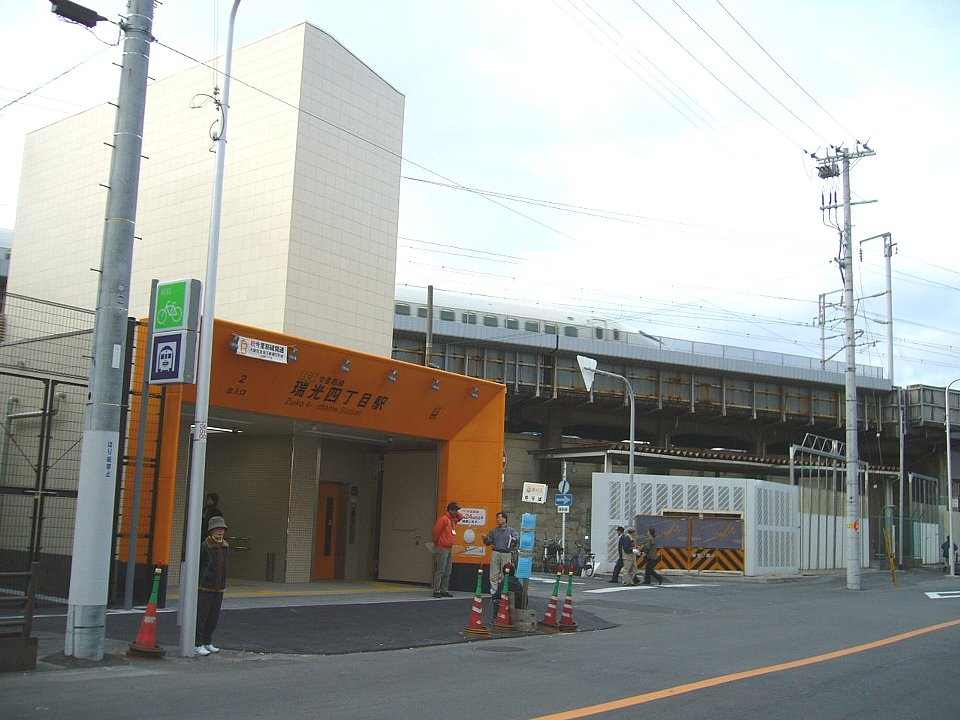
最寄駅の瑞光四丁目駅（2号出入口）副駅名「大阪経大前」

大学のキャッチコピーは「つながる力。」である。
名称が良く似ている八尾市の大阪経済法科大学とは全く関係は無い。

### 教育目標
建学の精神 「自由と融和」

教学理念　 「人間的実学」

### 教育の特徴
- 「ゼミの大経大」を自称しており、ゼミナール教育に力を入れている。その一環として、2010年より学内におけるプレゼンテーションの力を競い合うゼミ対抗イベント「ZEMI-1グランプリ」が開催されている。審査員には日本経済新聞、ベネッセコーポレーション、博報堂関西支社、日伝などの外部審査員を招聘している。2010年に開催された日経ビジネス主催「アカデミック・サポート・プログラム西日本合同研究会」において、当学のゼミがグランプリを獲得している[12]。
- インターンシップは全国屈指の規模で行われている。正規の科目として単位認定もしている[要出典]。
- 当学の教学理念でもある「人間的実学」を軸にフィールドワークを重視した特別講義を開講しているのも特色である[要出典]。各学部でトヨタ自動車・デンソー・ダイキン工業など国内のトップ企業の経営戦略を調査する「工場見学」、海外の日系企業の工場を調査する「海外工場見学」などを実施している[要出典]。
- 経営学部では2000年から学部学生を対象にした起業家育成講座を、全国で立教大学に次いで2番目に開設し、2007年度から起業家育成を目的とした「アントレコース」も開設した。また、関西の大学においては珍しく2004年に経営学と法学を学ぶことができるビジネス法学科を設置し、差別化戦略を採っている[注釈 1]。そのほか日本テクニカルアナリスト協会の協力による株価のテクニカル分析講座や、株式のバーチャル運用成績を評価する講座など実践的なカリキュラムである。起業家育成講座には大阪産業創造館との共同による産学連携講座、大阪外食産業協会の協力の講座、経営疑似体験講座などを設けている。
- 語学・文学系の学部は設置されていないが、英語、ドイツ語、フランス語、スペイン語、中国語、朝鮮語、日本語（留学生対象）の7ヶ国語が選択必修で学べる。なお、関西外国語大学との単位互換制度により同大学の外国語を中心とした科目も履修可能である。一定条件の下にTOEIC-IP無料受験制度も設けられている。
- 人間科学部にスポーツ科学コースがあり、保健体育の中学校・高等学校教諭一種免許状が取得可能となっている。

## 基本情報

### 所在地
- 大隅キャンパス（大阪府大阪市東淀川区大隅2-2-8）
- 北浜キャンパス（大阪府大阪市中央区北浜1-8-16 大阪証券取引所ビル3階[13]）
- 摂津キャンパス（大阪府摂津市別府3-15-26）

### 象徴

#### 学章
大阪経済大学の学章（校章）は、縦書きの「經大」の字の篆書体がデザインされたものである。現在でも、各種式典時に使用される。

#### 学歌
大阪経済大学の学歌（校歌）は、師弟が心を一にして大学昇格を果たしたその喜びと、建学の理想を末永く伝えるため、当時の学生自治会委員長牧田安夫（19回卒）の発案で1950年（昭和25年）3月、当学秋本吉郎教授が作詞し大北文次郎教授の仲介により、柴田南雄（元東京芸術大学教授、尾高賞受賞）が作曲したものである。1番から4番まで四季に合わせて歌詞が綴られ、近くを流れる淀川・植樹・学舎の情景、位置する商都大阪への賛辞、教学の理想・理念・気概などが詠み込まれている。

#### スクールカラー
スクールカラーは「マゼンタ」であり、大学公式HPもこの色を基調としたデザインとなっている。

#### シンボルマーク
シンボルマークは「Kindness」と「KEIZAI」の「K」の四方に大阪の「大」の字を配したものである。2008年4月に制定された。

#### 90周年シンボルマーク
2022年に創立90周年を迎えるにあたり、未来につながるシンボルマークを一般公募し、永田康二のデザインに決定した。作品コンセプトは90に向け前進し続けるところが表現され、その下に無限大100の字が反映されている。今後100周年に向けて右上がりに継続されるベクトルをイメージしている。

#### イメージキャラクター
イメージキャラクターは「はてにゃん。」である。マゼンタ色の猫で、両耳と尾が「？」の字の上部になっている。普段は色んなことに疑問をもっているため、耳は「?」の形をしている。疑問が解決すると「!」の形になる。勉強が好きなネコであり、大好物は、おいしい魚とお昼寝。一方で、魚のおばけは大嫌いである。

## 沿革

### 略歴
1932年に設立された浪華高等商業学校を1935年に有田邦敬（京阪電気鉄道副社長のち社長）・黒正巌（京都帝国大学教授）らが設立した財団法人昭和学園が継承し昭和高等商業学校に改称 。改組に際しては文部省・大阪府、市・大阪の教育界、財界の支援と本庄栄治郎（京都帝国大学教授）・菅野和太郎（大阪商科大学教授）らの協力があった。 戦時中、昭和高商の募集停止期には別途大阪女子経済専門学校が設置された。大阪経済専門学校（旧制専門学校）を経て戦後の学制改革により1949年に大阪経済大学（新制大学）に移行した。

### 年表
| 年   | 沿革 |
| ---- | --- |
| 1932 | 4月、浪華高等商業学校（財団法人浪華高等商業学校 徳永四郎理事長) が大阪府中河内郡小阪町に開校する旨認可を受け、大阪市南区瓦屋町の仮校舎（旧・日の本足袋社屋）にて授業開始 |
| 1933 | 4月、同校が大阪市福島区（現在）の仮校舎（旧・大阪工科学校）に移転。日本経済史研究所（京都市左京区）開設                                                                  |
| 1934 | 3月、浪華高等商業学校が大阪市東淀川区西大道町への移転認可を受け 、10月、新校舎竣工に伴い同区大隅通（現・大隅）に正式移転                                                 |
| 1935 | 9月、浪華高等商業学校が内部紛争などの影響で改組。 新たに設立された財団法人昭和学園が継承し昭和高等商業学校に改称。学校長に黒正巌が就任                                   |
| 1944 | 学徒動員のため、昭和高等商業学校の生徒募集中止。新たに大阪女子経済専門学校を設立                                                                                         |
| 1946 | 昭和高等商業学校を男女共学の大阪経済専門学校に改称して、生徒の募集を再開。大阪女子経済専門学校を廃止                                                                     |
| 1949 | 学制改革によって、大阪経済大学に移行し、経済学部経済学科第一部を設置 |
| 1950 | 産業経済研究所を開設 |
| 1951 | 私立学校法の施行に伴い財団法人昭和学園を学校法人昭和学園に移行。経済学部に経済学科第二部増設（夜間部）                                                                   |
| 1959 | 学校法人昭和学園を学校法人大阪経済大学に改称 |
| 1962 | 経済学部に経営学科第一部・第二部増設 |
| 1963 | 中小企業経営研究所を開設 |
| 1964 | 経済学部経営学科を改組、経営学部開設（経営学科第一部・第二部）。経営研究所を開設                                                                                         |
| 1966 | 大学院経済学研究科（修士課程）を設置 |
| 1968 | 大学院経済学研究科（博士課程）を設置 |
| 1989 | 産業経済研究所、中小企業経営研究所、経営研究所の3研究所を統合し名称、表記を中小企業・経営研究所とする                                                                    |
| 1991 | 経営学部第一部に経営情報学科を増設 |
| 1997 | 経営学部経営情報学科を改組。経営情報学部経営情報学科を開設 |
| 2002 | 教養部を改組し人間科学部人間科学科を開設、経済学部第一部に地域政策学科を増設                                                                                             |
| 2003 | 大学院経営情報研究科（修士課程）を設置 |
| 2004 | 経営学部にビジネス法学科を増設。地域活性化支援センターを設置 |
| 2005 | 経営情報学科を改組し、ビジネス情報学科とファイナンス学科を増設。大学院経営学研究科（修士課程）を設置。経営・ビジネス法情報センターを設置。北浜キャンパスを開設           |
| 2006 | 大学院人間科学研究科（修士課程）を開設。経済学部経済学科に昼夜開講制を導入。心理臨床センターを開設                                                                       |
| 2010 | 経済学部経済学科の昼夜開講制を廃止 |
| 2012 | 経営情報学部を改組し情報社会学部情報社会学科を開設。株式会社経大サービスを設置                                                                                           |
| 2013 | 株式会社経大サービスによりセブンイレブン大阪経済大学店、IC CAFE開店 |
| 2018 | セブンイレブン大阪経済大学店、IC CAFE閉店。HUB CAFE開店 |
| 2024 | 国際共創学部国際共創学科を設置 |

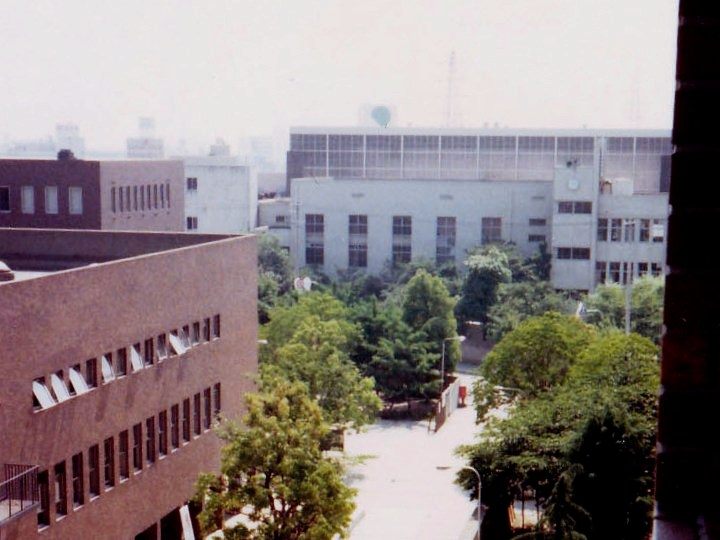
1984年の大隅キャンパス。旧図書館・旧B館・旧体育館。奥に閉店したダイエーの屋上看板が写り込んでいる。全て現存しない。
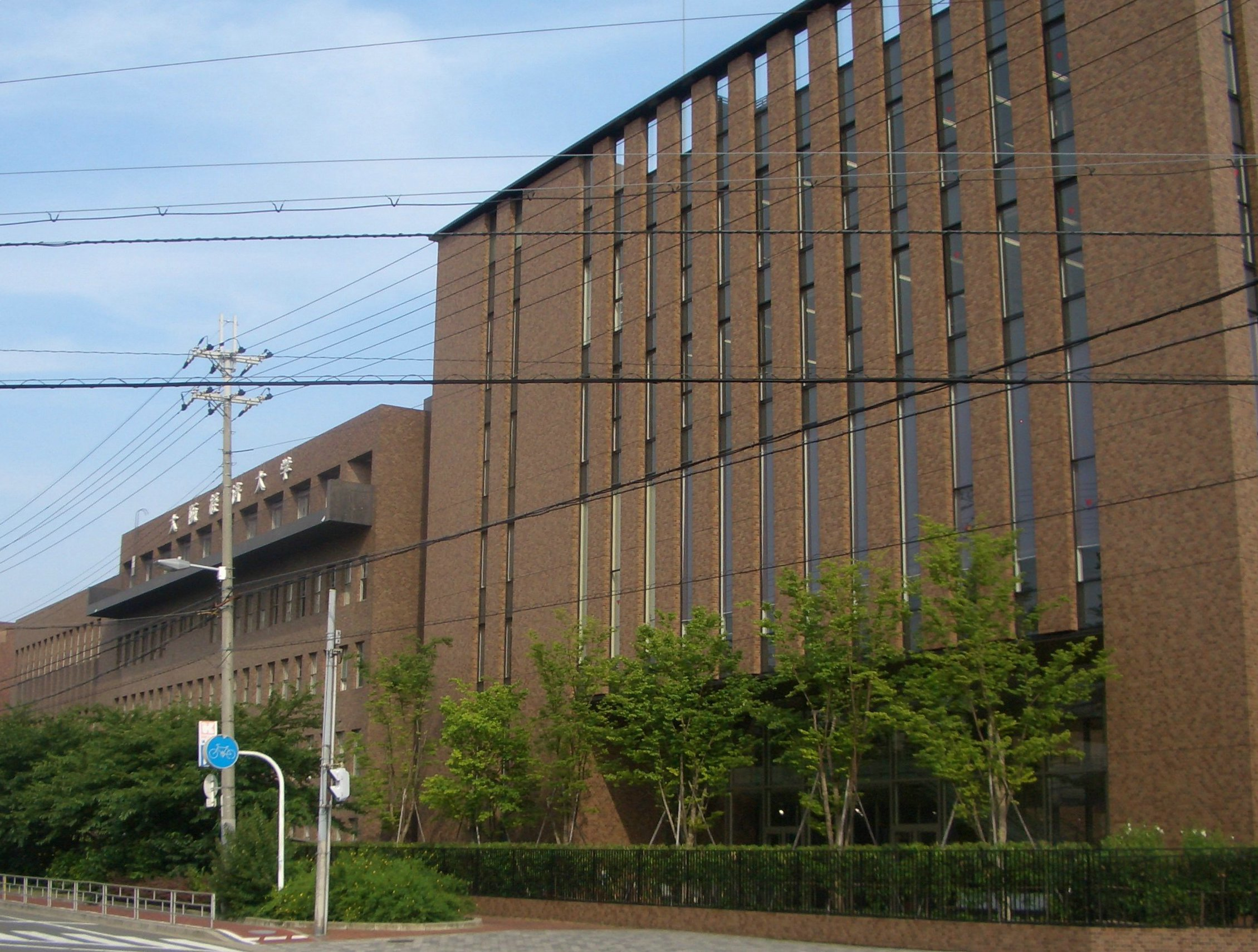
右はC館。左側の旧D館は現存しない。(2006年撮影)
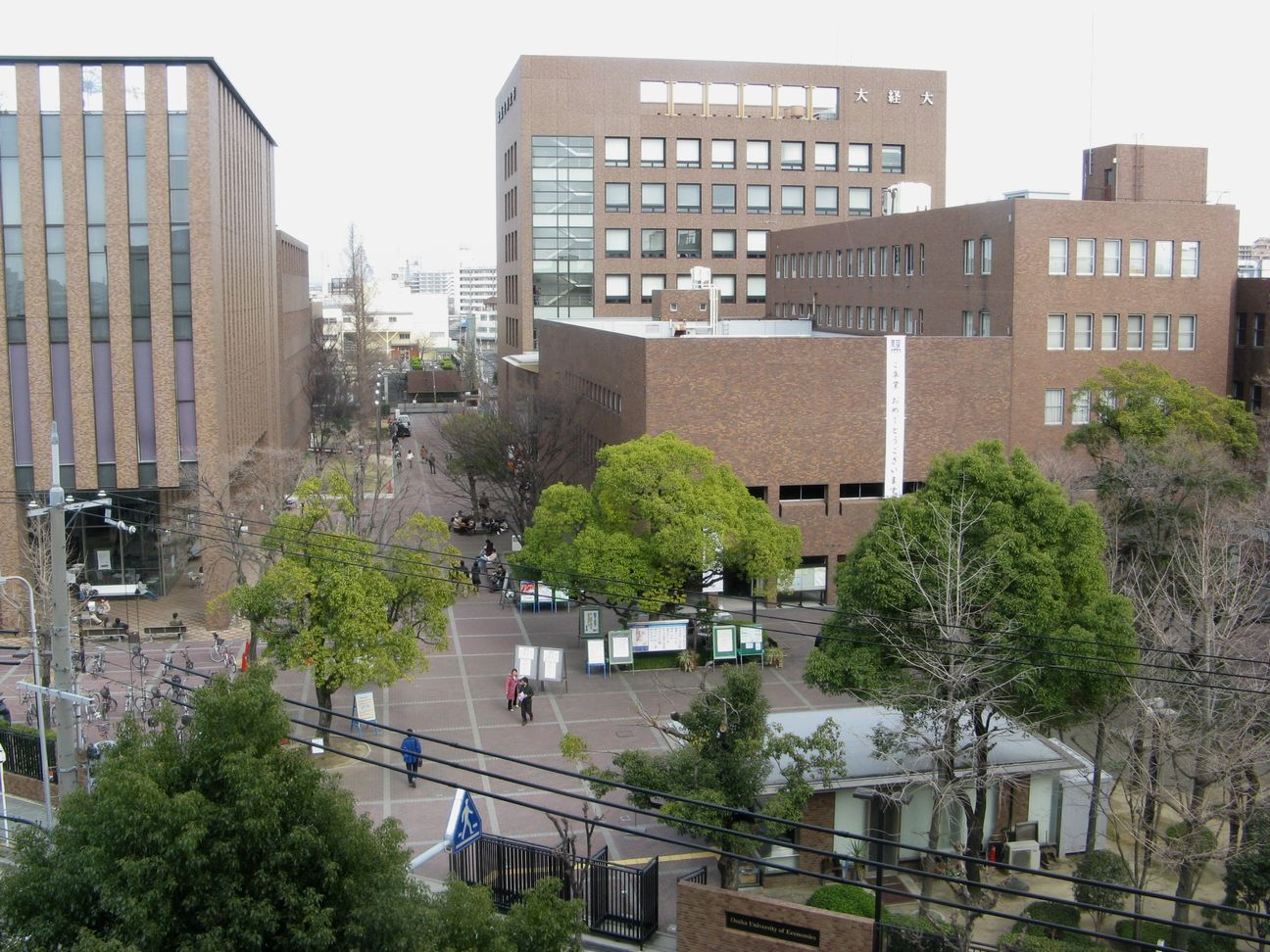
タイトルの写真とほぼ同じ場所（E館4階）からの撮影。右手前の旧図書館は現存しない。(2009年撮影)
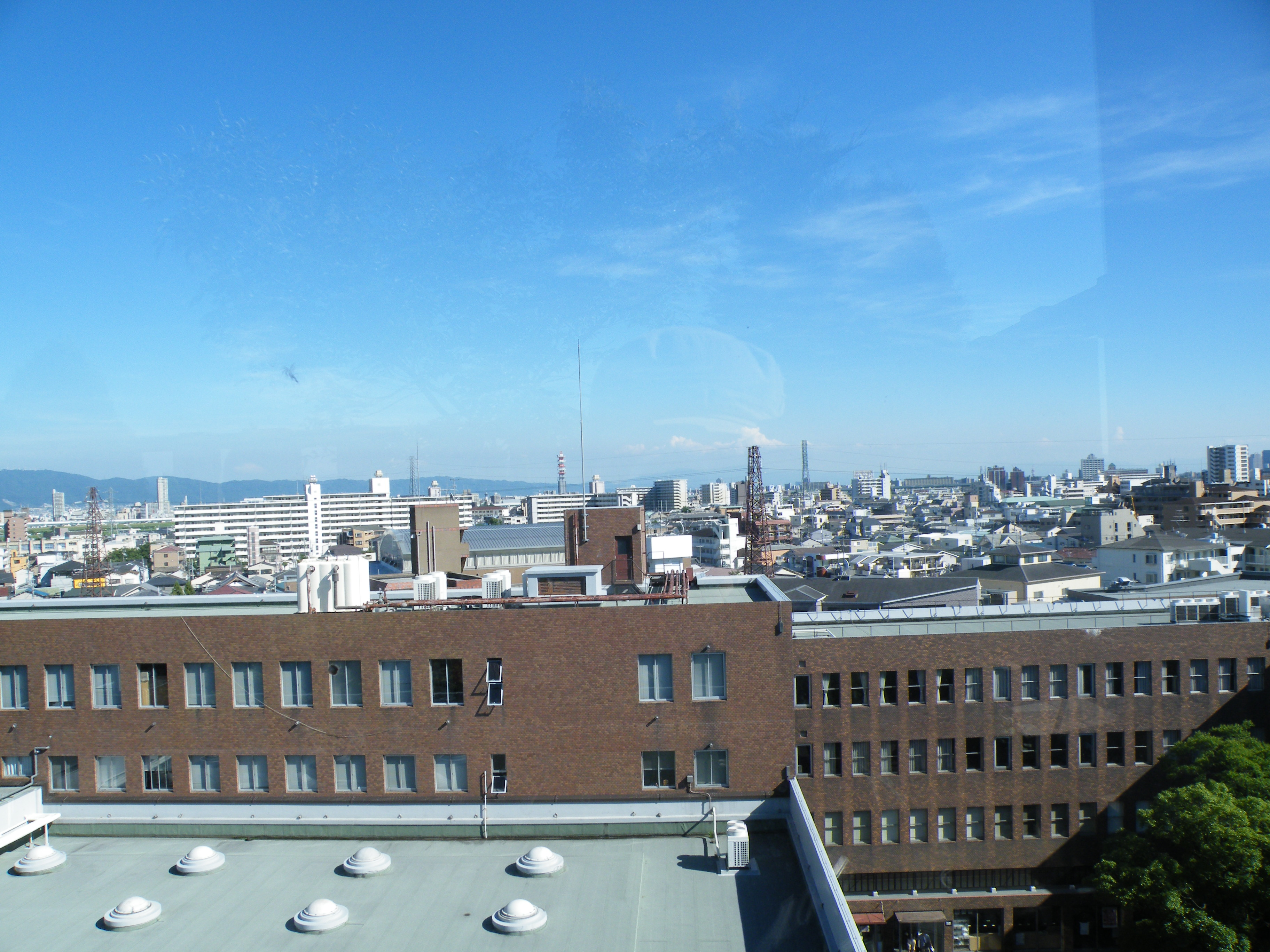
C館屋上から太子橋方面の景色。手前の旧図書館・旧本館は現存しない。(2011年撮影)

## 組織

### 学部
経済学部
経済学科
- 産業・金融コース
- 国際政治経済コース
- 公共政策コース
- 地域政策コース

地域政策学科
経営学部
第一部

経営学科

ビジネス法学科

- 企業分析コース
- 会計スペシャリスト養成コース

第二部

経営学科

情報社会学部
情報社会学科
- 総合情報コース
  - 情報デザイン領域
  - データサイエンス領域
- 社会学・現代ビジネスコース
  - 社会学領域
  - 現代ビジネス領域

人間科学部
人間科学科
- 臨床心理学コース
- スポーツ科学コース
- 社会ライフデザインコース

国際共創学部
国際共創学科

### 大学院
- 経済学研究科
  - 経済学専攻
- 経営学研究科
  - 経営学専攻
- 経営情報研究科
  - 経営情報専攻
- 人間科学研究科
  - 臨床心理学専攻（日本臨床心理士資格認定協会指定大学院・第1種指定）
  - 人間共生専攻

### 付属機関
- 日本経済史研究所
- 中小企業・経営研究所

復旦大学日本研究センター、漢陽大学校経済研究所と学術交流協定を締結。
- 地域活性化支援センター
- 経営・ビジネス法情報センター
- 心理臨床センター
- 大阪経大学会
- 株式会社経大サービス

### 研究
- 私立大学学術研究高度化推進事業

オープン・リサーチ・センター整備事業「国際経済史・経営史研究文献センター」（2003年度採択）
- 現代的教育ニーズ取組支援プログラム

「地域に開かれた体験型環境・まちづくり教育」（2006年度採択）

## 関係者・出身者

### 卒業生組織
同窓会名を大樟会（おおくすかい）と称している。由来は創立期に校庭に植樹された「クスノキ」である。大学のシンボルであり#学歌2番の歌詞にも採られている。全国に56の地区支部を持つ。※2023年2月現在

#### 部会
- 大樟春秋会
- 大樟体育会
- 池田泉州銀行大樟会
- 日立大樟会
- 税理士大樟会
- 大樟教育研究会
- 大学院大樟会
- 社労士大樟会
- 大樟樟政会

その他にも各職域会、ゼミ、クラブ、サークル単位のOB・OG会ある。

## 課外活動

### 体育会所属クラブ
| 体育会本部                               | 体育会本部                               | 体育会本部                   |
| ---------------------------------------- | ---------------------------------------- | ---------------------------- |
| 合氣道部                                 | 自転車部（レース班・サイクルサッカー班） | 日本拳法部                   |
| アイススケート部（スピード・フィギュア） | 自動車部                                 | ハンドボール部               |
| アメリカンフットボール部                 | 柔道部                                   | バスケットボール部           |
| 空手道部                                 | 重量挙部                                 | バドミントン部               |
| 弓道部（男子・女子）                     | 準硬式野球部                             | バレーボール部（男子・女子） |
| 剣道部                                   | 水泳部                                   | ボクシング部                 |
| 硬式庭球部                               | ソフトテニス部                           | 洋弓部                       |
| 硬式野球部                               | ソフトボール部（男子・女子）             | ラクロス部（男子・女子）     |
| ゴルフ部                                 | 卓球部                                   | ラグビー部                   |
| サッカー部                               | チアリーダー部                           | 陸上競技部                   |
| 少林寺拳法部                             |                                          |                              |

### 芸術会所属クラブ
| 映画研究部   | グリークラブ | 写真部           |
| 演劇研究部   | 軽音楽部     | マンドリンクラブ |
| ギタークラブ | 茶道部       | 落語研究部       |

### 学術会所属クラブ
| E.S.S部    | パソコン部     | ボランティアクラブ   |
| 将棋部     | 文芸部         | ユースホステルクラブ |
| 証券研究部 | 簿記会計研究部 |                      |

### 独立総部
| 独立総部       | 独立総部      | 独立総部   | 独立総部             |
| -------------- | ------------- | ---------- | -------------------- |
| アルバム委員会 | CBS文化放送局 | 吹奏楽総部 | ワンダーフォーゲル部 |

### 総部会所属
| 総部会      | 総部会                | 総部会       |
| ----------- | --------------------- | ------------ |
| Ⅱ部軽音楽部 | Ⅱ部バスケットボール部 | フットサル部 |

### サークル
サッカー・フットサル（４）、テニス（２）、バレーボール（２）、バスケットボール（２）、バドミントン（１）野球（４）、その他スポーツ（５）、音楽系（２）、ダンス（４）、グルメ（２）、資格取得・キャリア・教職（２）、ボランティア（１）、その他（１3）
（）内はサークル数を表している。

## 体育会・主な実績
- 硬式野球部 - 関西六大学野球連盟・リーグ優勝8回（旧関六時代の1回を含む）、 全日本大学野球選手権大会出場2回、明治神宮野球大会出場3回
- 準硬式野球部 - 関西地区大学準硬式野球選手権大会優勝5回（直近2021年）、全日本大学準硬式野球選手権大会優勝4回（直近2023年）、2016年第48回清瀬杯全日本大学選抜準硬式野球大会優勝[23]
- ハンドボール部 - 全日本学生ハンドボール選手権大会出場58回（38年連続）2024年
- 弓道部（女子） -  2014年第26回全国大学弓道選抜大会団体戦優勝[24]、2018年第62回関西学生弓道選手権大会団体戦優勝 、全日本学生弓道選手権大会団体戦優勝2回（直近2023年）、令和5年度関西学生女子1部リーグ戦優勝
- アイススケート部 - 第92回日本学生氷上競技選手権大会ショートトラックスピードスケート競技　男子総合4位、
- サッカー部 - 関西学生サッカーリーグ・1部所属（2024年度）、1部リーグ優勝2回、 天皇杯全日本サッカー選手権大会出場4回、総理大臣杯全日本大学サッカートーナメント出場5回（直近2024年）、全日本大学サッカー選手権大会出場6回
- ラグビー部 - 関西大学ラグビーフットボールリーグ・ Bリーグ所属（2023年度）、全国大学ラグビーフットボール選手権大会出場2回（1969、1994年度）、全国地区対抗大学ラグビーフットボール大会出場4回・優勝1回（2010年度）[25]
- 陸上競技部 - 全日本大学駅伝対校選手権大会出場26回（2024年・18位）、出雲全日本大学選抜駅伝競走出場6回（直近2023年）、関西学生対校駅伝競走大会（2024年・4位）
- 自転車部（サイクルサッカー班） - 2018年度全日本学生室内自転車競技選手権大会など、全ての学生の大会（関西2大会、全国2大会）を制覇：優勝（グランドスラムを達成）
- フットサル部  -  2020年JFA 第26回全日本フットサル選手権大会大阪大会第3位、LUXPERIOR CUP関西学生フットサルリーグ2021-22F1リーグ第2位、JFA 第27回全日本フットサル選手権大会出場、
- バスケットボール部  -  2019年第46回関西学生バスケットボール選手権大会ベスト16、2019年第69回西日本学生バスケットボール選手権大会ベスト32、2019年関西学生バスケットボールリーグ（２部）優勝、2021年関西学生バスケットボールリーグ戦11位、2022年西日本学生バスケットボール選手権大会ベスト16、
- 柔道部 - 全日本学生柔道優勝大会出場（直近2024年）

※ 現在31クラブが体育会に所属している。
※ 大学スポーツ協会 （UNIVAS）加盟校である。

## 施設

### キャンパス

#### 大隅キャンパス

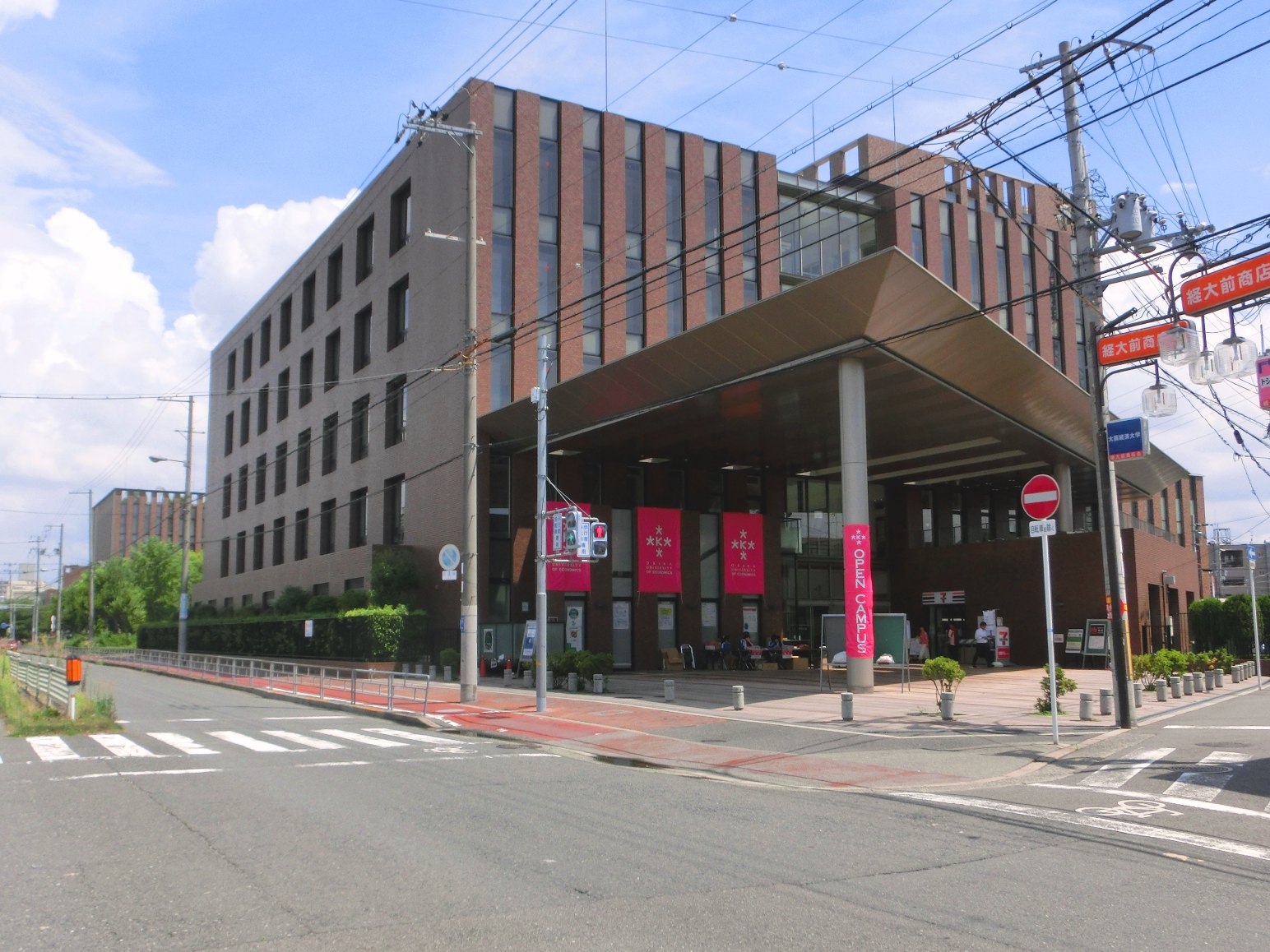
B館（上新庄駅側）

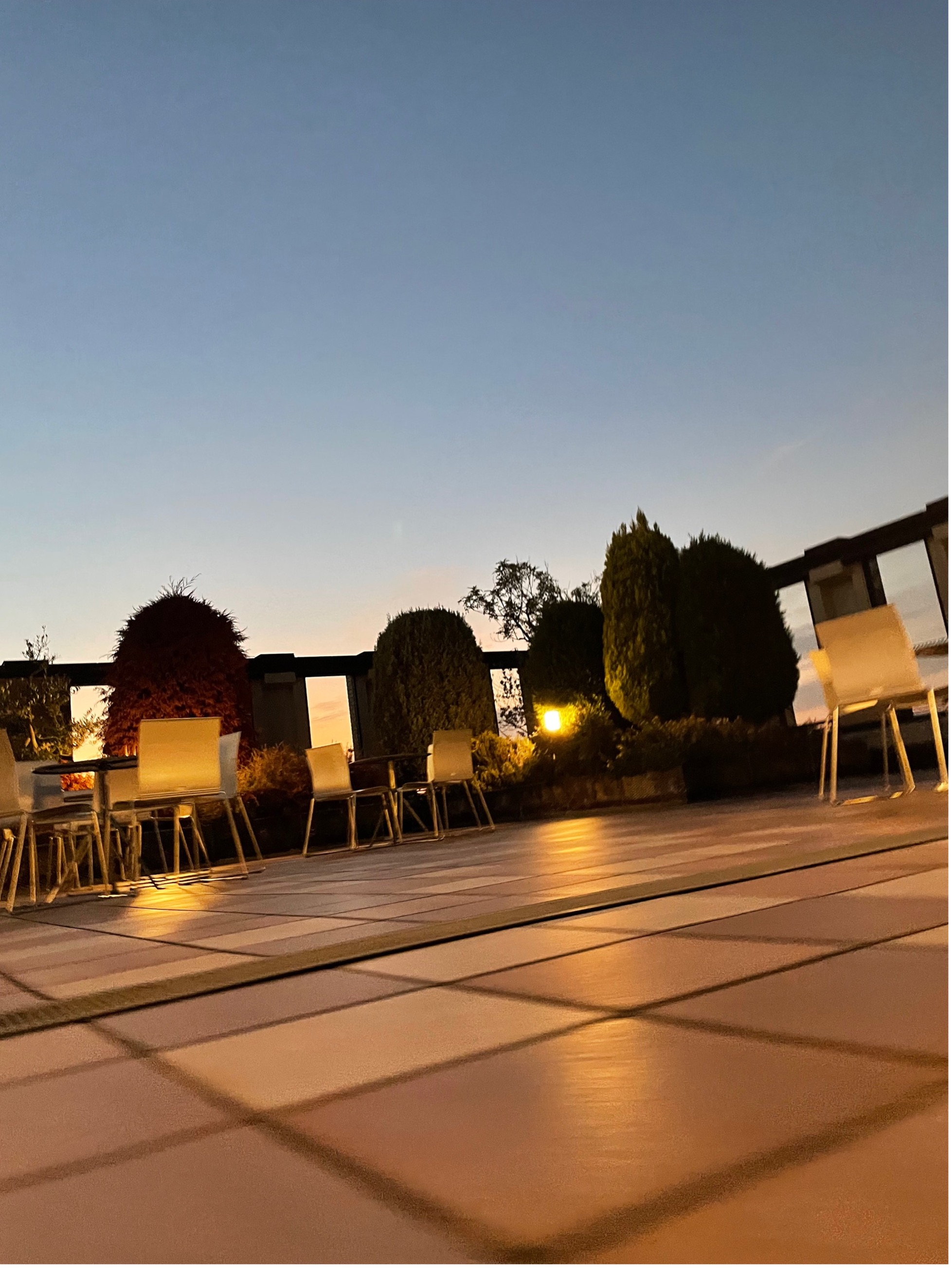
C館スカイオアシス（屋上）

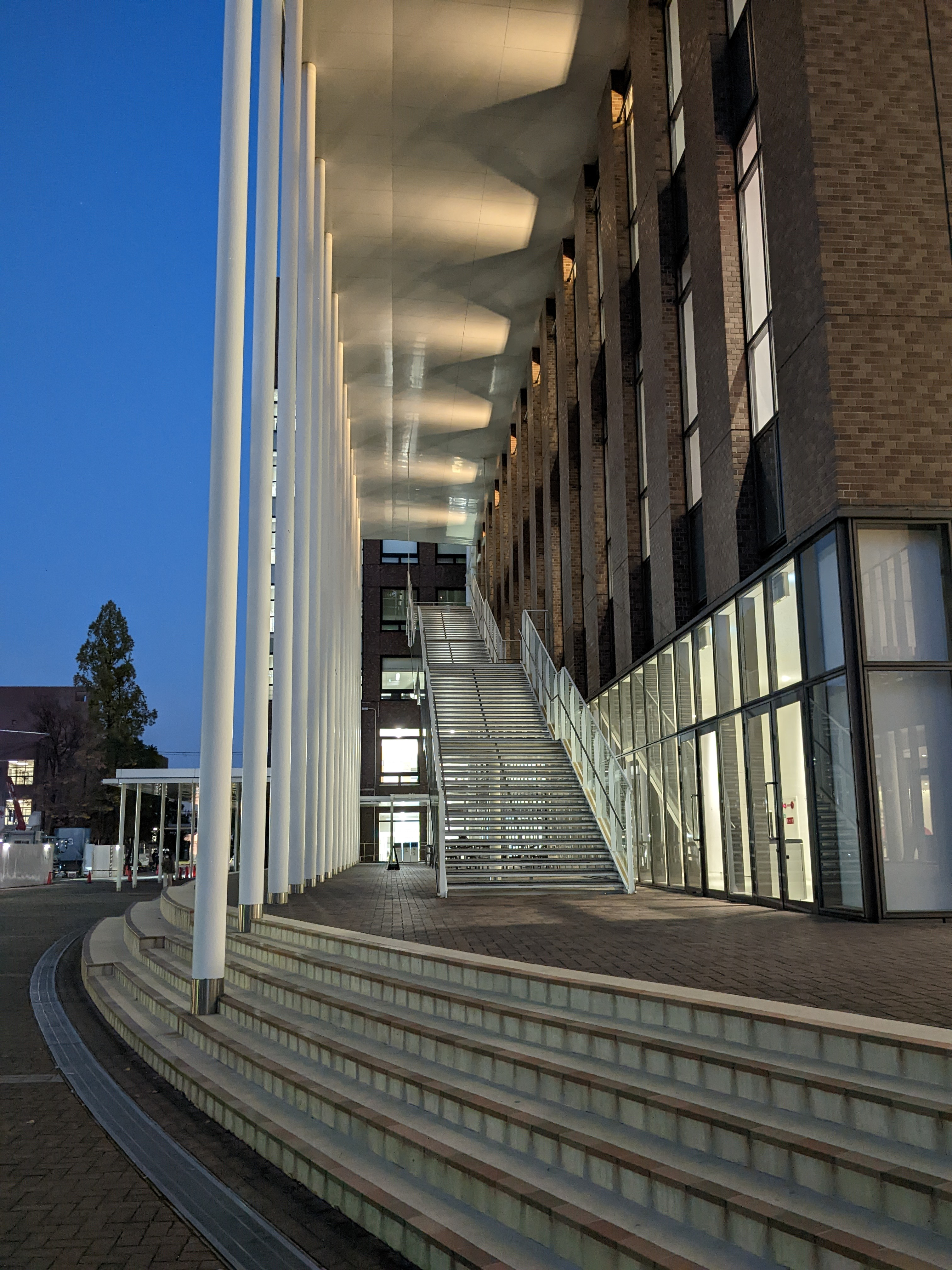
D館外階段

50周年記念館（E館）

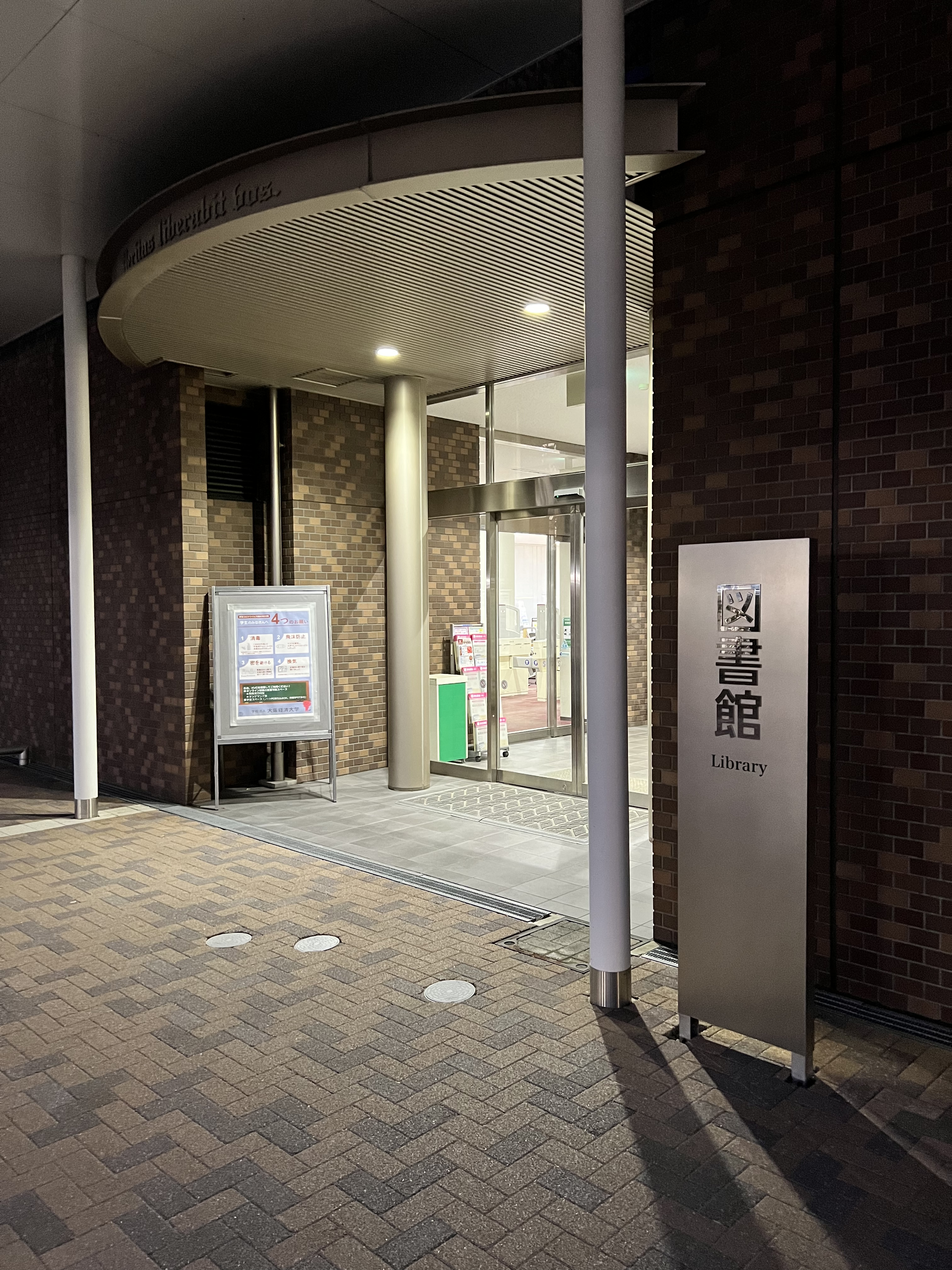
図書館出入口

当学のメインキャンパスである。A館がある大桐校地とメイン校地に分かれており、メイン校地は道路によって更に西校地・東校地（F館を含む）・南校地に分かれている。2002年～2004年にかけて1,000人規模のホールを備えたA館、カフェテリア・大学院専用フロアなどのあるB館、多目的ホール・屋上庭園・自習室などを備えたC館を整備し、2010年から2013年にかけて学生会館、体育館、J館、図書館、D館を整備した。情報教育設備はD館にある。また教室は全館Wi-Fi環境を整備している。瑞光四丁目駅の開業や、阪急上新庄駅に快速も停車するようになり交通アクセスが良くなっている。
- 70周年記念館（A館）

メイン校地より南の大桐校地に、創立70周年を記念して建設された。教養部を改組し人間科学部人間科学科を開設するために建てられたこともあり、当校舎で行われる授業の大半は人間科学部のもの、研究室も人間科学部所属の教員のみである。屋上の緑化や太陽光発電、雨水利用システムにより環境に優しい施設でもある。962名収容可能な「フレアホール」は可動式パネルで分割も可能なため様々な用途で使用でき、フレキシビリティの高いホールとなっている。また、一般に開放されているKEIDAIギャラリーや心理臨床センターもあり、地域交流の場にもなっている。70周年記念館が正式名称で、A館は愛称である。
◎階数：地上5階、地下1階
◎延床面積：9,147.43m²　
◎施設：フレアホール、心理臨床センター、教室、大学院教室、実験室、研究室、駐車場など
- B館

西校地の西端に位置し、地下に音楽練習室、1階に進路支援センター、（株）経大サービス、2階ではカフェテリア『HUB CAFE B館店』が営業している。2〜4階は教室や談話室、5階は大学院専用フロアになっている。エントランスに5階まで伸びるアトリウムが設けられており動線機能も果たしている。明るく大きなキャノピーが阪急上新庄駅方面からの通学者を出迎えている。
◎階数：地上5階、地下1階
◎延床面積：5,276.93m²　
◎施設：進路支援センター、資格講座事務室、教室、大学院教室、（株）経大サービス、カフェテリアなど
- C館

東校地の正門付近に位置し、創立70周年記念キャンパス総合整備事業時に「大学内のシンボル的な建物を」という発注のもと建設された。1階は休講やレポート課題等の総合掲示板、数台のオープン端末PCがあり、2階は談話スペース、3～4階は各種講演会やセミナーのほか、講義にも使用される階段教室「多目的ホール（C31教室）」、5階は情報教室、6階は地域活性化支援センター、7階は屋上庭園スカイオアシスがある。2023年3月、増改築竣工。
◎階数：地上7階
◎延床面積：4,594.95m²　
◎施設：多目的ホール、スカイオアシス、地域活性化支援センター、教室、ゼミ室、会議室など
- D館

東校地。2013年9月に竣工した学内最大の延床面積を持つ総合教育棟である。5階建ての低層棟と8階建ての高層棟から成る。大教室を中心に大中小様々な教室のほか、1階には各種イベント対応可能な「フォーラム（D10教室）」が配置されている。低層棟4階北側にはバルコニー（スカイテラス）が設置されており直下の外階段、列柱と一体化して外観を引き立たせている。低層棟5階に情報処理センターとオープン端末室、高層棟4、5階には情報教室が配置されている。高層棟8階の「80周年記念ホール」は眺望が開けていることもあり学内外の様々なイベントに利用されている。G館とは連絡通路で接続されており、また西校地のE館・J館及び南校地の学生会館・体育館とを結ぶ連絡デッキが整備されている。
◎階数：地上8階（低層棟5階）
◎延床面積：12,192.63m²　
◎施設：80周年記念ホール、「フォーラム（D10教室）」、情報処理センター、オープン端末室、セルフラーニング室、階段教室、教室、情報教室、ゼミ室、学生ラウンジ、国際交流課、スカイテラスなど
- 50周年記念館（E館）

西校地。1986年に使用開始になった校舎であるが、旧D館解体後は最も古い校舎となった。情報教育設備を基本に構成されていたが、2014年度の内部全面改修工事で一般教室化された。1階はゆったりくつろげる学生ラウンジ、2階〜5階は教室、7階には同窓会関係の会合に使用される同窓会ホール、同事務室が置かれている。50周年記念館が正式名称で、E館は愛称である。
◎階数：地上7階
◎延床面積：5,048.29m²　
◎施設：教室、同窓会ホール、同窓会事務室、学生ラウンジなど
- F館（MIC館）

東校地の東端、学生テラスと道を挟む位置。MICはManagement Information Centre の略。主に情報社会学部（旧経営情報学部）の授業に使用されている。学部の特性から情報機器が充実している。教室、ゼミ室、研究室で構成される。
◎階数：地上3階
◎延床面積：1,726.60m²　
◎施設：教室、研究室など
- G館・図書館

東校地。図書館専用の低層棟と総合校舎の高層棟から成る。図書館の設備は両棟を跨いで配置されている。高層棟に関しては地下1階は図書館書庫、1階、2階と3階東側は図書館の閲覧室、3階西側に日本経済史研究所、中小企業・経営研究所、4〜6階は教室、7階には研究室が配置されている。2012年3月、従来のG館（高層棟）の改修に併せて東側に図書館専用の低層棟が増築され両棟を跨ぐ新図書館が造られた。テラスやスタディエリア、グループ学習室などが新設された。新図書館の延床面積は旧図書館より約1,700m²増加し、また蔵書可能冊数も約50万冊増えて約110万冊に、座席数も約200席増えて約800席になった。
高層棟
◎階数：地上7階、地下1階
◎延床面積：8,161.47m²　
◎施設：日本経済史研究所、中小企業・経営研究所、図書館閲覧室、教室、研究室など
低層棟（図書館専用）
◎階数：地上3階、地下1階
◎延床面積：2,101.97m²　
◎施設：図書館閲覧室、自動化書庫など
全体
◎階数：地上7階、地下1階
◎延床面積：10,263.44m²
- J館（事務・研究棟）

西校地。B館とE館の間の旧体育館の跡地に建設された。旧本館の機能が移転し、下層階に事務フロア、上層階に研究室が配置されている。外観はC館で採用された縦縞デザインを踏襲している。複層ガラスを使用するなどエコロジーな建築物であることから建築物総合環境計画がSランク評価され、CASBEE大阪みらい（大阪市建築物総合環境評価制度）第7回表彰建築物 『CASBEE大阪 OF THE YEAR 2012 商業施設その他部門賞』を受賞している。 2012年2月竣工。
◎階数：地上8階
◎延床面積：9,468.81m²　
◎施設：各種窓口、教室、ゼミ室、研究室、会議室など
- 学生会館

南校地に位置する。東校地のD館側と連絡デッキで接続されている。1階は食堂「K's Kitchen」、2階は多目的フロア、3階は生協の書籍や物販フロア「Sun Pocket」がある。学生会館2階と体育館3階はデッキで繋がっている。2010年9月竣工。
◎階数：地上3階
◎延床面積：1,987.24m²　
◎施設：食堂、多目的フロア、生協など
- 体育館

南校地の南端に位置する。1階には小競技場や本格的なトレーニングルーム、部室、3〜4階は大競技場、地下1階には音楽練習室が設置されている。体育館3階と学生会館2階はデッキで接続されている。こけら落としマッチとして2010年10月、当学ハンドボール部と筑波大学の試合、当学バスケットボール部と大阪エヴェッサの試合が行われた。
◎階数：地上4階、地下1階
◎延床面積：6,392.28m²　
◎施設：大競技場、小競技場、トレーニングルーム、部室、和室、音楽練習室など
- 瑞光センター

東校地より北に少し離れた瑞光校地にある女子学生寮。徒歩約2分。当学により運営されていた国際交流会館を改装して設置された。
◎階数：地上5階
◎延床面積：1,481.88m²
- 大樟ホール

西校地。クラブ部室棟。打放しコンクリートの外観、音楽練習スタジオが併設されている。
◎階数：東棟・地上4階、西棟・地上5階
◎延床面積：1,103.94m²
◎施設：クラブ部室、会議室、音楽練習スタジオ
- 交通アクセス
  - 阪急京都線上新庄駅から徒歩約15分
  - Osaka Metro今里筋線瑞光四丁目駅から徒歩約2分
  - 大阪シティバス「大阪経大前」「大阪経大正門」すぐ（70周年記念館は「大桐二丁目」徒歩約2分）

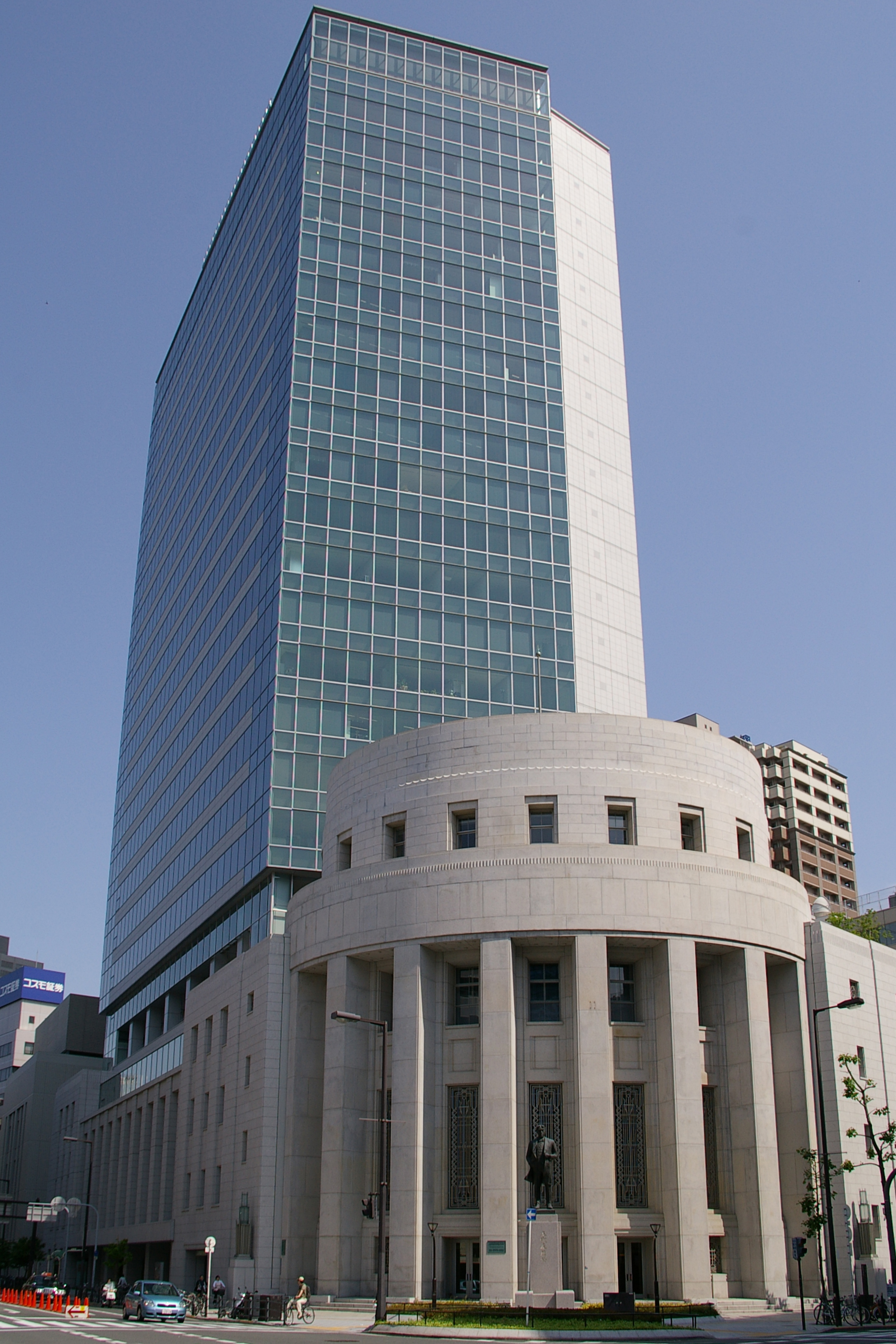
北浜キャンパスのある大阪証券取引所ビル

#### 北浜キャンパス
大阪証券取引所ビルに開設したサテライトキャンパス。社会人向け施設。社会人大学院（経営学研究科・経営情報研究科）、イブニングスクール（経営学部第2部経営学科3年次編入コース）、ビジネスパーソン向け公開講座などを開設し、社会人のリカレント教育に積極的に取り組んでいる。ファイナンス、株式公開、不動産証券化、会計などの講座には東証、大取、日本経済新聞社、野村證券、野村総研、野村アセット、大和証券SMBC、宝印刷、三菱UFJリサーチ&コンサルティング、三菱地所などの企業から実務担当者を講師として招聘している。客員教授にも各界の専門家、実務家を迎えてより実践的な教育に力を入れている。
- 交通アクセス
  - Osaka Metro堺筋線・京阪本線北浜駅直結
  - 京阪中之島線なにわ橋駅から徒歩2分
  - Osaka Metro御堂筋線淀屋橋駅から徒歩7分

#### 摂津キャンパス
正課授業（実技）、体育会各クラブ練習場、公式戦会場などに使用されるスポーツ施設である。人工芝の摂津グラウンド（第1・第2）を中心にテニスコート、第2体育館、クラブハウスなどで構成されている。クラブハウスには体育会各クラブ部室、ミーティングルーム、トレーニングルームなどの他に公式戦に使用出来る弓道場が設置されている。
- 使用付属施設：グラウンド、第2体育館、テニスコート、クラブハウスなど
- 面積約30,000m2[26]
- 交通アクセス
  - Osaka Metro今里筋線井高野駅から徒歩4分
  - 大阪シティバス「井高野南口」徒歩3分

### その他

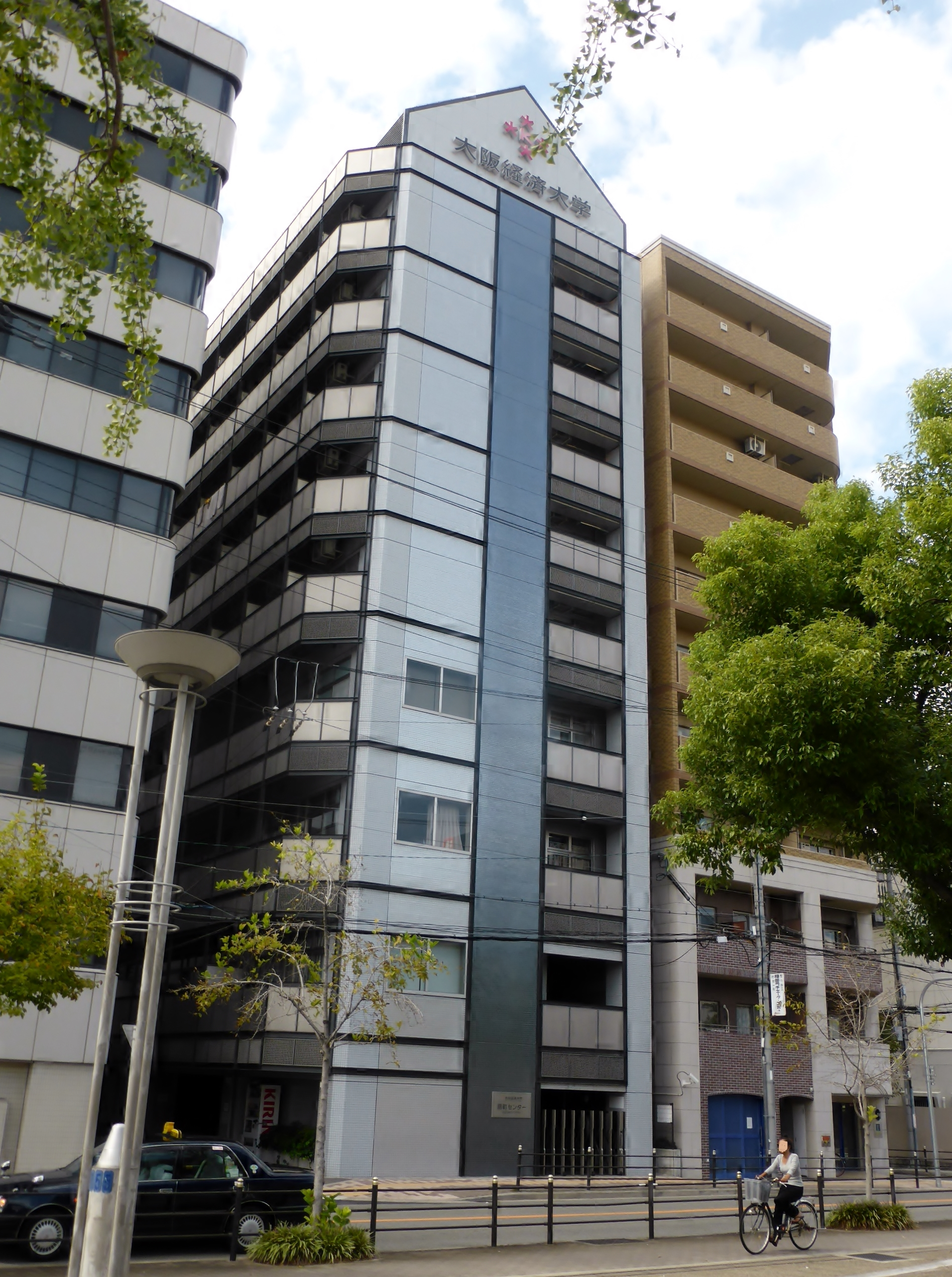
扇町センター（男子学生寮）

- 扇町センター
大阪市北区・扇町公園隣接地に設置されている男子学生寮。電車、バスいずれも最短ルートの利用により大隅キャンパスまで35分程度の立地となっている。

◎階数：地上9階
◎延床面積：1,559.70m²　
- 交通アクセス
  - Osaka Metro堺筋線扇町駅から徒歩約5分
  - 大阪シティバス「扇町」徒歩約4分
- 茨木グラウンド

使用付属施設：70周年記念野球場、レクリエーションハウスなど
- 交通アクセス
  - 阪急バス「手水ヶ谷」徒歩4分
- 大阪経済大学白馬ヒュッテ
長野県小谷村の栂池高原スキー場と栂池自然園の間に設置されている当学関係者専用の無人の山小屋、福利厚生施設、1961年に建設された。

## 公開講座
オープンカレッジや客員教授講演会として、一般にも開放する特別講座を開設している。講師には経営者、エコノミスト、専門家などを招いて行われている。実施された講座名は「経済学オープンカレッジ」「地域政策オープンカレッジ」「客員教授講演会」等、2004年には日本経済新聞との連携企画講座「新聞を読み解く」が開催されている。

## 対外関係

### 他大学との協定
- 大学コンソーシアム大阪

当学を含む大阪府内の35大学との間で単位互換制度を設けている。
- 三大学交流大会（旧制三高商）

大阪経済大学、松山大学、東京経済大学のともに高等商業学校を前身にもつ三大学間での協定が結ばれており単位互換、スポーツ及び文化交流が実施されている。
- 関西外国語大学単位互換制度

2003年度から開始され、同大学の授業科目を履修することができる。
- 神戸親和大学単位互換制度

2011年度より、同大学通信教育部の科目等履修生として所定の科目を履修することで小学校教諭（一種）免許状が取得できる。

### 高大連携
- 17歳からのメッセージ

高大連携の一環として、全国の高校生を対象に2002年から高校生フォーラム「17歳からのメッセージ」を実施し、応募総数は毎年3万点を超えている。この事業には読売新聞大阪本社、読売テレビ、角川書店などが後援として参加していて、受賞作品は読売新聞大阪本社版の紙上に掲載される。

### 産官学連携
- 和歌山県白浜町

まちづくり、地域振興、学校教育及び生涯教育に関すること、人材育成などの分野において協力し、地域社会の発展と大学における教育・研究に寄与することについて合意に達し、2020年1月27日、「和歌山県白浜町と大阪経済大学との連携協力に関する包括協定」を締結した。
- 東淀川区

まちづくり、ボランティア、人材育成などでの地域発展を共同で取り組む連携協定を結んでいる。
- 大阪シティ信用金庫

大阪府内の中小企業に関する調査・研究などで連携・協力する協定を結んでいる。
- 大阪中小企業診断士会

大阪府内の中小企業に関する経営、法律に関する調査および研究に協力することを目的とした協定を結んでいる。
- 十三信用金庫

地域活性化支援センターと連携し地域活性化に取り組んでいる。
- 関西を元気にする会

当学の元理事長井阪健一らが発起人として設立したNPO法人「関西を元気にする会」の会員になっており、教員の派遣などを通じ、ベンチャー企業を支援している。
- ECOまちネットワーク・よどがわ

当学を中心に「ECOまちネットワークよどがわ」を様々な団体と連携し結成して市民共同発電所作りや、国際的な環境支援交流などを通し、 地域活性化の取り組みをしている市民組織。この取り組みが「地域に開かれた体験型環境・まちづくり教育」として文部科学省の現代GP（現代的教育ニーズ取組支援プログラム）に採択されている。
- 企画力開発講座

ホリプロと共同で開始した産学連携講座、「基盤能力開発講座」が前身で、学生がゼロから商品開発や企画・広報を行う講座で審査員の目に止まれば、そのまま事業化されることもある。
企画力開発講座で学生が提案した企画をもとにホリプロ・関西テレビと共同で船越英一郎主演の映画『おばちゃんチップス』が製作され、当学でロケも行われた。またその学生の提案した商品企画が江崎グリコから評価され商品化もされた。学生も映画製作や商品化に加わり、最後のプレゼンテーション大会には堀威夫（ホリプロ・創業者）が審査員として参加するなどし、2007年1月に公開・発売した。
- 共通特殊講義「社会課題解決に向けた挑戦」[30]

当学卒業生の経済人によって組織する大樟春秋会からの寄付講座として、学生の経験・成長を促す為に多数の著名な講師陣を招いた講義を行っている。
- 株式会社エーアイティー

2020年度から産学連携による寄付講座である「通関士講座」を実施。2021年度には、国家資格である通関士試験(合格率10～15％程度の難関資格試験)の合格者を1名出した。この講座の開講は、通関士という仕事を知る機会を与えることを目的としている。
- 地域企業連携実習

地域企業連携実習は大阪経済大学経営学部で開講されている授業である。大阪経済大学では2017年（平成29年）より、地域企業と大学をつなぐ人材育成プログラムである志プロジェクトに参加している。2021年度まではゼミ活動の一環として参加していたが、それまでの活動とその教育的意義が学内で認知され、2022年度より教育カリキュラムに組み込まれ、秋学期に「地域企業連携実習」として開講されることになった。

### 国際交流（海外協定校）
| 欧州 ベルギー - アントワープ大学 スウェーデン - イェーテボリ大学 イギリス - エクセター大学 ドイツ - ベルリン技術経済大学 - フルトヴァンゲン大学 フランス - 大西洋ブルターニュビジネススクール 東アジア 中国 - 首都経済貿易大学 - 復旦大学 - 上海対外経済貿易大学 - 東北財経大学 - ハルビン商業大学 - 西安外国語学院 - 西北大学 - 貴州財経大学 台湾 - 実践大学 - 台北大学 - 台中科技大学 韓国 - 漢陽大学校 - 韓世大学校 - 仁徳大学校 - 済州大学校 | 東南アジア インドネシア - ダルマプルサダ大学 タイ - バンコク大学 - タイ商工会議所大学 - 泰日工業大学 ベトナム - ハノイ大学 - 外国貿易大学 フィリピン - タルラック州立大学 オセアニア ニュージーランド - ワイカト大学 - クライストチャーチ工科大学 北米 カナダ - ヨーク大学 アメリカ合衆国 - ウィットワース大学 - メンフィス大学 - カリフォルニア大学リバーサイド校 - サンフランシスコ州立大学 - カリフォルニア州立工科大学ポモナ校 - キーン大学 - ハワイ大学マノア校 メキシコ - ベラクルス州立大学 ※2024年4月現在 |

## テレビ番組
- 笑い飯女子脳研究所　※テレビ大阪土曜深夜26時、2014年3月29日放送終了

当学ICカフェ内にて毎週収録していた。
- 炎の体育会TV　※2015年10月17日放送

女子弓道部が出演、体育会TV弓道部に勝利。
- チコちゃんに叱られる - ウェイバックマシン（2018年12月1日アーカイブ分）※2018年11月30日、2019年5月31日放送

「鉛筆は何故六角形なの？」「ニワトリの卵は何故あの形？」の回答で登場。
- 羽田土曜会　ニッポンを元気にする地方の星　※BSテレ東　2020年2月29日放送

経営学部江島ゼミの3年生が出演した。
- 英雄たちの選択　※NHK BSプレミアム 2020年1月15日放送

幕末の”ラストエンペラー”～孝明天皇維新への道を決めた選択～に家近良樹特別招聘教授が出演した。
- クロシンリ　※関西テレビ2021年4月23日から６月20日まで放送

私立高校の設定でロケ地としてB館、C館、図書館などで撮影が行われた。

## 大学が舞台となった作品
- 上月雨音『SHI-NO -シノ-』富士見書房、ライトノベル作品

主人公の「僕」が通う大阪市内の大学、2巻の「経済経営学部を主体とする大学」「建物の殆どが6階程度」等の記述、他にも模写が多い事から当学であると言われている。また作者が在学中の大阪経済大学を舞台としている為、A館フレアホールが存在せず棟の名称がずれ込んでいる等現在とは異なっている。